# Mario Andretti Racing
Mario Andretti Racing est un jeu vidéo de course sorti en 1994 sur Mega Drive. Le jeu a été développé par Stormfront Studios puis édité par EA Sports.

## Les pilotes
- STOCK: Bart Finley, Sean Stockwell, JR McKenna, Nancy Connors, Sherman Long, PJ Hardaway, Will Williams, Skip Wilson, Stu Hicks

- INDY: Ino Okimoto, Ricky Bell Sr., Paulo Guzman, Orlando Biggs, Holly Robinson, Sam Frazetti, Tony O'Keefe, Kyle Zapata, Henri Mueller

- SPRINT: Jim Skinner, Theresa Dixon, Billy Katts, Ricky Bell Jr., Johnny Byler, Jeff Armas, Joe Caruso, Jack Kimble, Harvey Rhodes

## Les circuits
Les circuits sur asphalte sont en fait basés sur des circuits existant réellement.

### Sprint
(tous sur terre)
- Fallen Rock Motorway - 1/4 Miles
- Doboque City Speedway - 3/8 mile
- Manton Hills Speedway -1/2 miles
- Industrial Raceway - 3/4 mile
- Grady Gulch Raceway - 1 mile

### Stock
- Limesville Motor Speedway - 1.36 miles (basé sur le circuit Darlington Raceway)
- Smokey Valley Raceway - 2.3 miles (basé sur le circuit Watkins Glen International)
- Oceanport Racing Park - 2.5 miles (basé sur le circuit Daytona International Speedway)
- Silver Springs Speedway - 2.52 miles (basé sur le circuit Infineon Raceway)
- Redfern Farms Raceway - 5/8 mile (basé sur le circuit North Wilkesboro Speedway)

### Indy
- Bayshore International Raceway - 1.67 miles (basé sur le circuit Long Beach)
- Ashton Motorsports Park Raceway - 2.21 miles (basé sur le circuit Laguna Seca)
- Playland International Raceway - 2.4 miles (basé sur le circuit Mid-Ohio)
- USA Raceway - 4.1 miles, 6 laps (basé sur le circuit Road America)
- Twin Peaks International Raceway - 2.65 miles (basé sur le circuit Vancouver)